# Heilig-Kreuz-Kirche (Altenbeken)

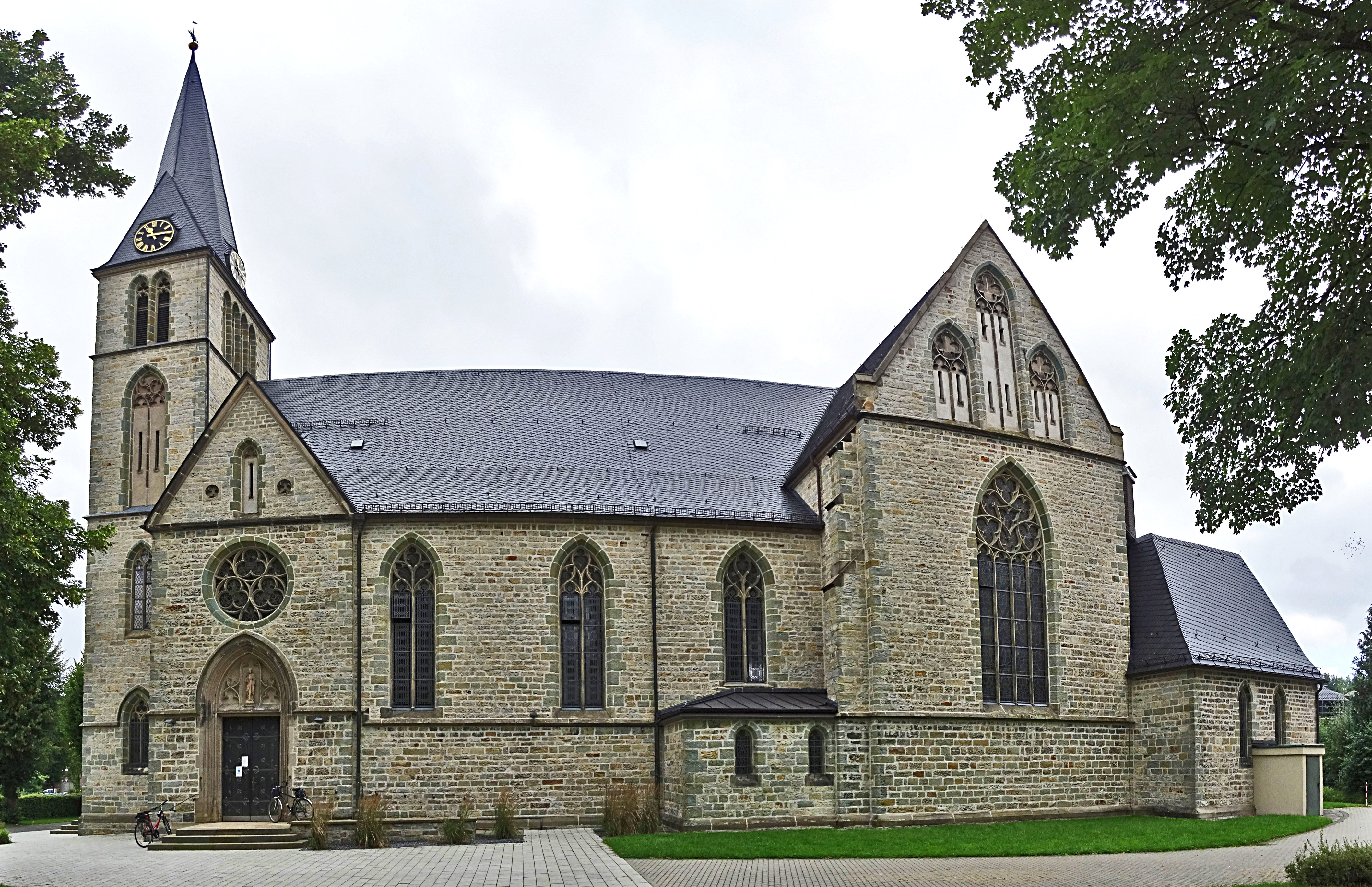
Heilig-Kreuz-Kirche

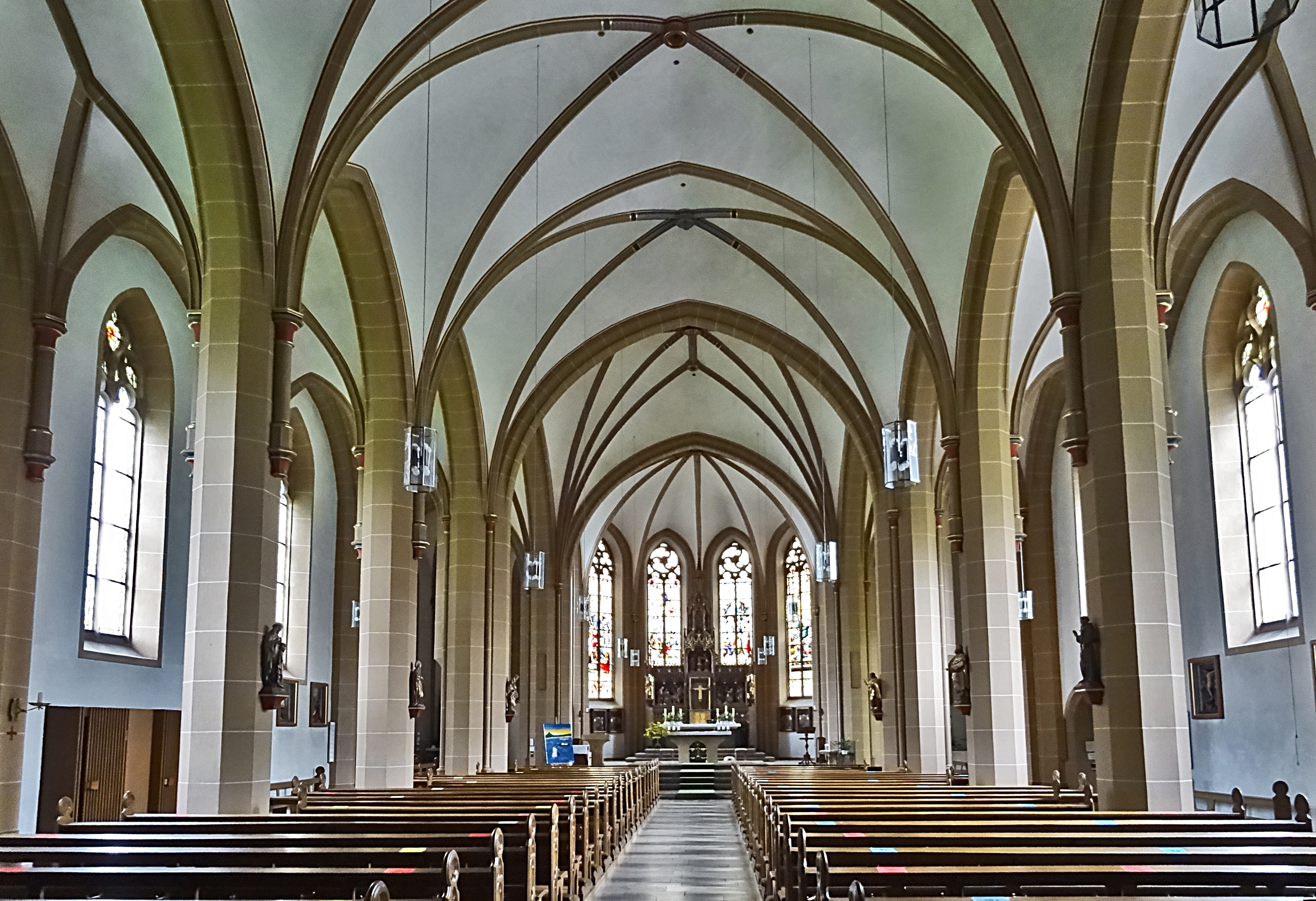
Innenansicht

Die katholische Pfarrkirche Heiligkreuz ist ein denkmalgeschütztes Kirchengebäude in Altenbeken, einer kreisangehörige Gemeinde des Kreises Paderborn in Nordrhein-Westfalen.

## Geschichte
Eine Kirche gab es seit mehr als 400 Jahren im Beketal. 1520 war eine erste Kapelle errichtet worden – ein eher kleines Gotteshaus in Fachbauweise. Der Paderborner Fürstbischof Ferdinand I. von Fürstenberg ließ 1669 die baufällige Fachwerkkapelle St. Crucis abbrechen und durch die massive Kreuzkapelle ersetzen die, so ist zu vermuten, auch als Wallfahrtskirche gedient hat. Diese Kirche, die den Altenbekenern heute als „Alte Kirche“ am Viadukt bekannt ist, wurde vor über 350 Jahren geweiht und im 19. Jahrhundert erweitert.

### Tradition der Kreuzwallfahrt
Die Kreuzverehrung hat in Altenbeken von alters her eine große, jahrhundertelange Bedeutung. Erste urkundliche Erwähnungen über Kreuzprozessionen stammen aus dem 17. Jahrhundert. In all den Jahrhunderten hatte diese Prozession eine große Anziehungskraft innerhalb der Bevölkerung Altenbekens. Die gewachsene Bedeutung Altenbekens für Reise- und Handelsrouten durch das Beketal und die Entwicklung der Eisenindustrie machten einen Kirchenneubau nötig.

### Die neue Heilig-Kreuz-Kirche
1894 wurde Altenbeken selbstständige Pfarrei.
1904 erfolgte die Grundsteinlegung für die neue katholische Pfarrkirche am Marktplatz. Am 25. Oktober 1905 wurde die von Architekt Mündelein im neogotischen Stil errichtete Kirche nach nur 16 Monaten Bauzeit geweiht. Der Turm war 54 Meter hoch, die Grundmaße 48 mal 24 Meter. In unmittelbarer Nachbarschaft zur katholischen Kirche wurde 1958 ein neuer Kindergarten gebaut.

### Kirchengroßbrand und Wiederaufbau 1970
1969 war an der Kirche mit umfangreichen Renovierungsarbeiten begonnen worden. Eine neue Heizung wurde eingebaut, der Fußboden erneuert, das Mauerwerk ausgebessert und das Dach mit neuen Schieferplatten gedeckt.
Am 4. Juni 1970 – die Arbeiten waren fast abgeschlossen, und die Gemeinde bereitete sich auf die Eröffnung der Kirche vor – passierte um 11.30 Uhr das Unfassbare. Schweißarbeiten am Dachreiter hatten eine verheerende Brandkatastrophe ausgelöst. Zuerst loderte am kleinen Turm ein Feuer, aber schon bald schlug ein Flammenmeer gen Himmel. Dach und Türme werden ein Raub der Flammen. Die Kirchenglocken stürzen durch den Turm in die Tiefe und bersten.
„Die Flammen haben sich schnell über das Gewölbe bis zum Hauptturm, dem Glockenturm, ausgebreitet. Der war aus Holz. Der starke Ostwind schürte das Feuer zusätzlich.“ Zahlreiche Feuerwehrleute aus Altenbeken und Umgebung waren vor Ort und bemühten sich nach Kräften, die Flammen zu bekämpfen und das nahe gelegene Pfarrhaus zu schützen. Doch auch sie konnten nicht verhindern, dass das gesamte Dach der Kirche, der Turm, die Turmuhr, die Glocken und die Orgel ein Raub der Flammen wurden. In
etwa einer Stunde war die Kirche eine Ruine. „Der Glockenturm war wegen der Arbeiten noch eingerüstet. Selbst die Eisenstangen des Gerüsts knickten wie Streichhölzer um“, berichtet Feuerwehrmann Overkott.
Noch während der Löscharbeiten retteten Pfarrer Wilhelm Sudhoff, beherzte Bürger sowie Mitglieder des Schützenvereins das Allerheiligste aus dem Tabernakel sowie wertvolle Kunstgegenstände. Sie deckten auch den Altar mit großen Planen ab, um ihn vor dem von oben runtertropfendem Löschwasser zu schützen.
Nach dem Brand gelang es schnell, Gewölbe und Dach soweit herzurichten, dass am 2. Adventssonntag der erste Gottesdienst inmitten der Gerüststangen stattfinden konnte. Die Kosten des Brandes beliefen sich auf rund 1,5 Millionen Deutsche Mark.
1971 wurde die durch den Brand schwer beschädigte Kirche wieder instand gesetzt und erhielt neue Glocken.

## Ausstattung
- Gemälde vom Hochaltar der alten Kirche es stellt die Kreuzauffindung dar und ist dem Maler Johann Georg Rudolphi zugeschrieben. Es ist kurz nach 1669 entstanden.
- Ausdrucksstarkes Vesperbild vom Anfang des 18. Jahrhunderts[7]
- Orgel von Anton Feith – 24 Register auf zwei Manualen und Pedal, erbaut um 1960.[8]

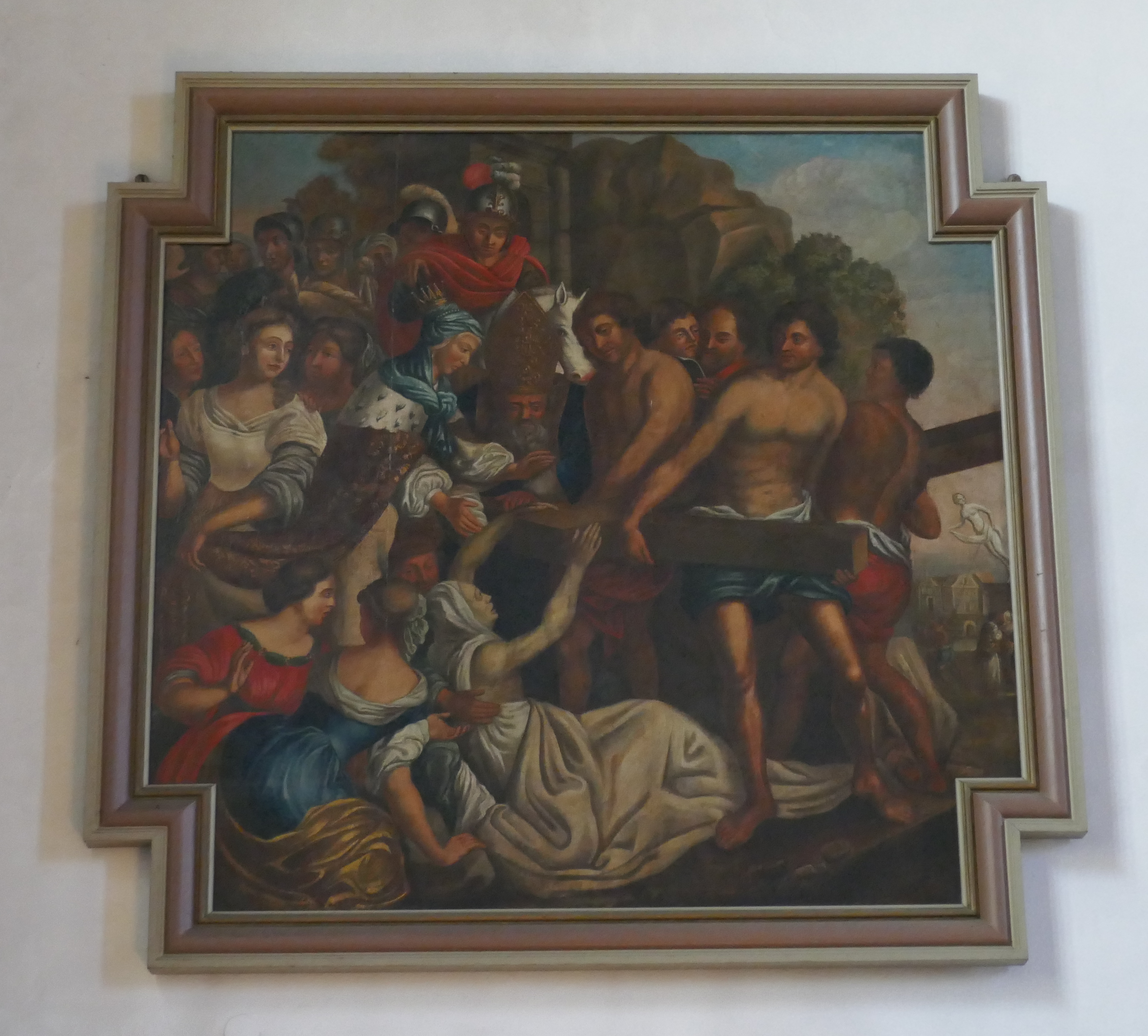
Altarbild der alten Kirche
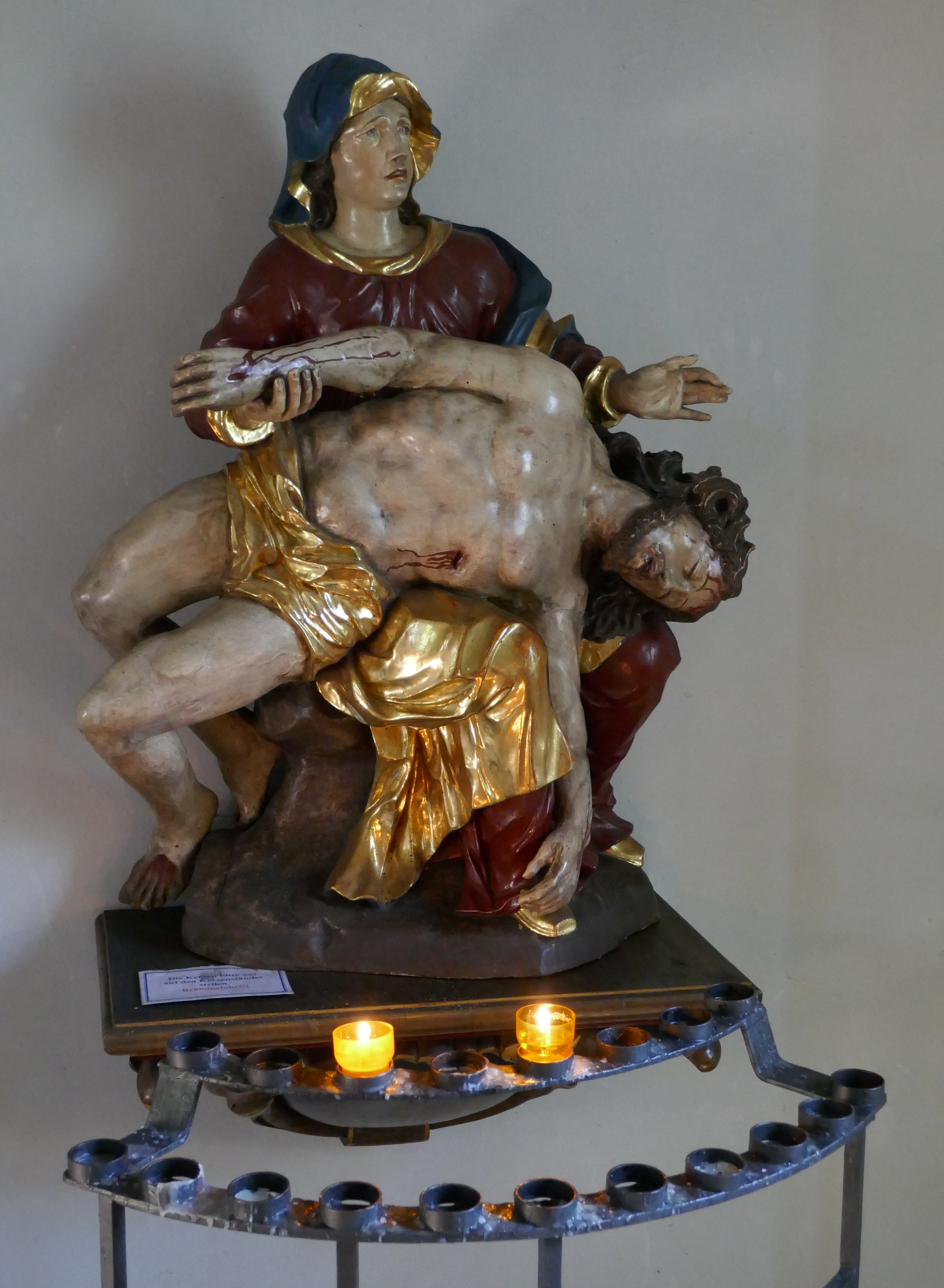
Vesperbild
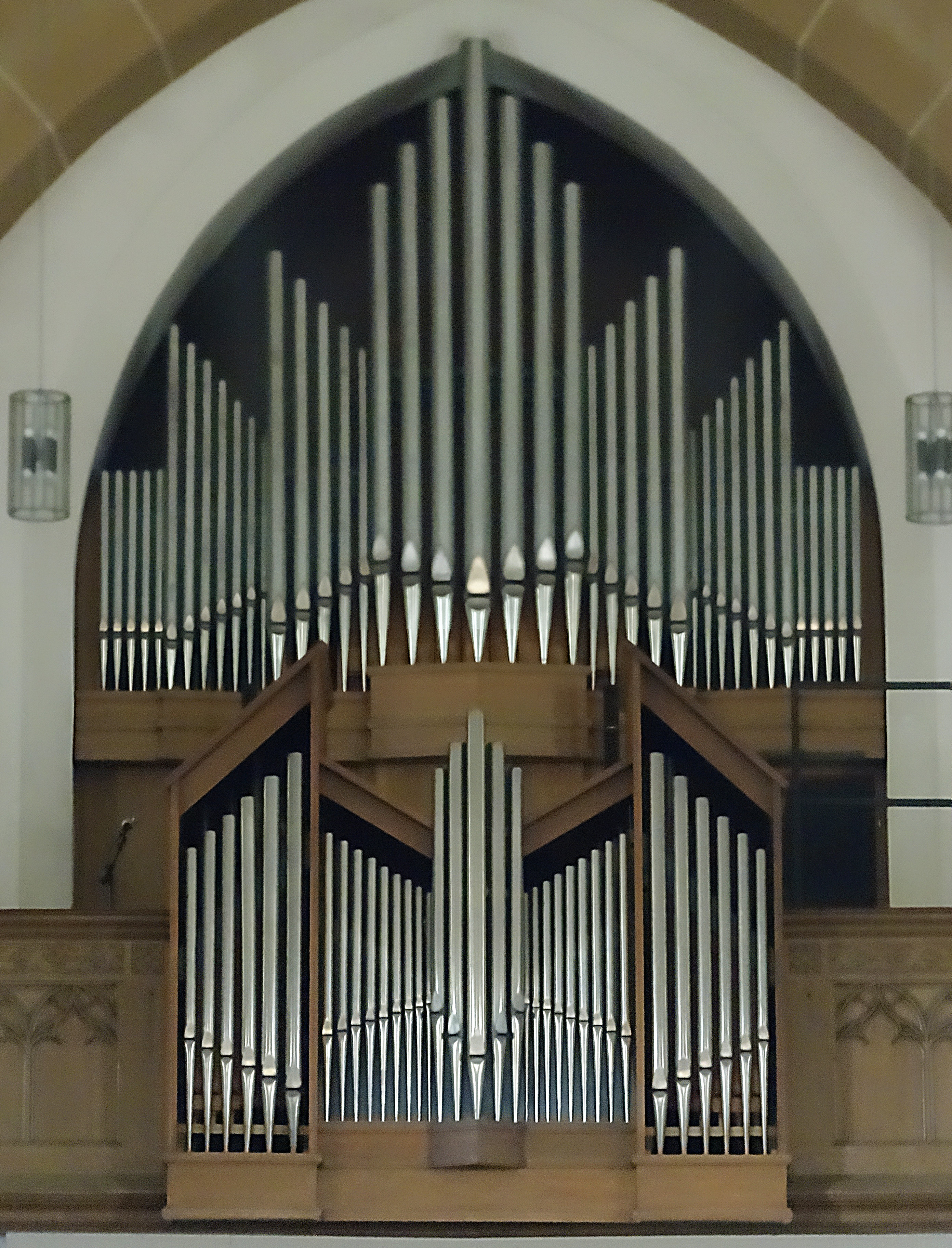
Feith-Orgel